# 托登罗特
托登罗特是德国莱茵兰-普法尔茨州的一个市镇。总面积1.56平方公里，总人口91人，其中男性45人，女性46人（2011年12月31日），人口密度58人/平方公里。